# 第一世代ゲーム機

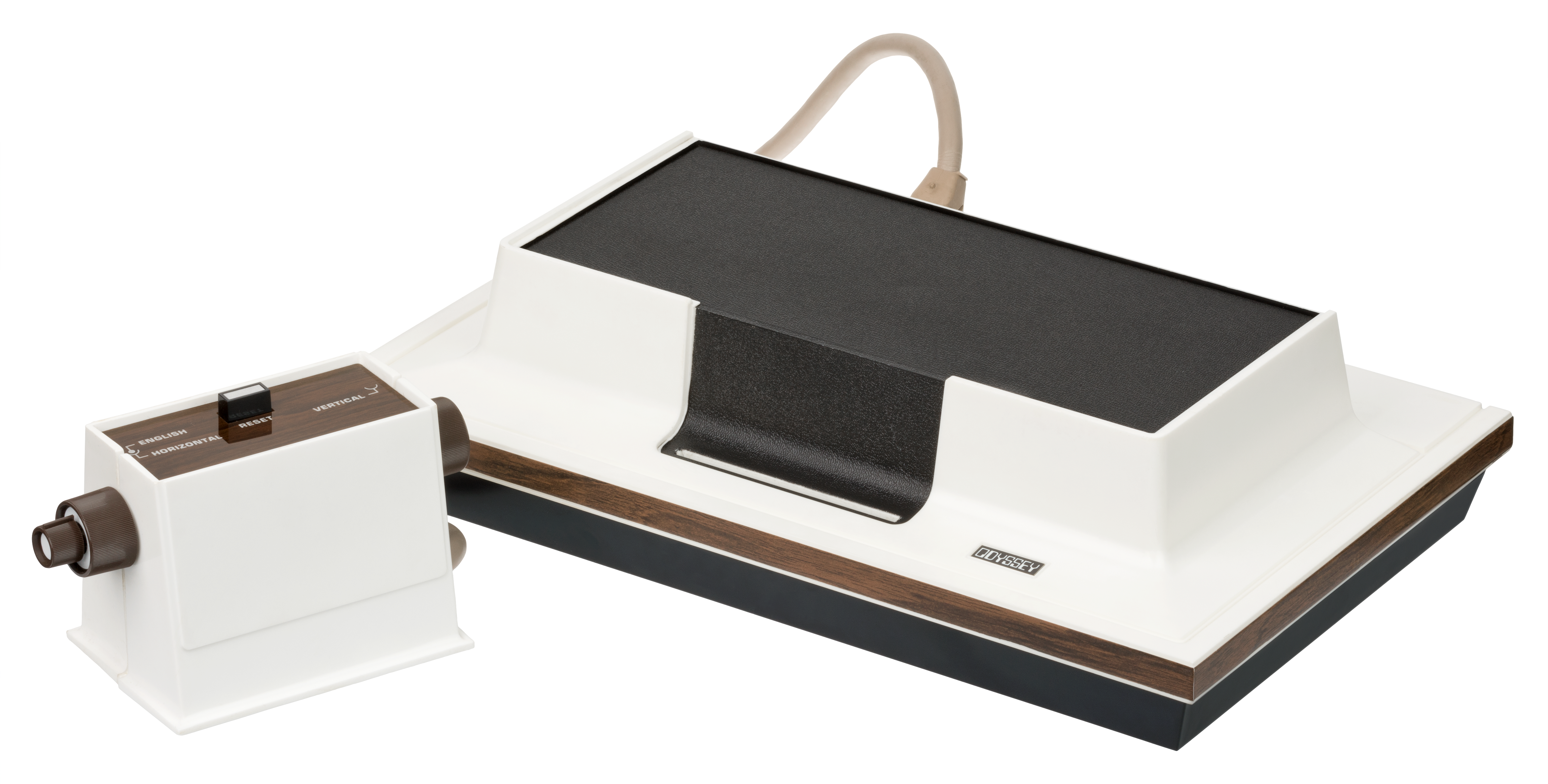
1972年に北米で発売された、マグナボックス社のオデッセイ

第一世代ゲーム機（だいいちせだいゲームき）は、ビデオゲーム（テレビゲーム）の歴史において1972年から1983年までに発売されたコンピュータゲーム、ゲーム機、携帯型ゲームを指す。第一世代の代表的なゲーム機には、オデッセイ（オデッセイ2を除く）、ポン、コレコ・テルスターシリーズ、カラーテレビゲームシリーズなどがある。1980年のコンピュータTVゲームを最後に世代は終了したが、1977年の市場衰退と第二世代ゲーム機の登場により、多くのメーカーがそれ以前に市場から撤退していた。 
この世代で開発されたゲームのほとんどは、ゲーム機本体に組み込まれており、後の世代とは異なり、ほとんどのゲームは、ユーザーが切り替えて使用できる取り外し可能な記録媒体に収録されていなかった。ゲーム機には、ゲーム性向上のため、遊び方を変えられる付属品やカートリッジが付属していることが多かった:56。グラフィック機能は、ドットや線、ブロックなどの単純形状で構成されており、1 つの画面を使用するだけであった。第一世代のゲーム機では、後の世代になるまで2色以上を表示できず、オーディオ機能も制限され、一部では全く音が出ないものもあった。 
1972年、家庭用ゲーム市場の将来に影響を与えた2つの大きな出来事があった。6月には、ノーラン・ブッシュネルとテッド・ダブニーがアタリを設立し、後に最も有名なコンピュータゲーム会社の一つとなり、初期世代のゲーム機で重要な役割を果たした。9月には、老舗の電子機器メーカーであるマグナボックスがオデッセイを発売した。後のゲーム機と比べると機能が非常に限られており、商業的には失敗に終わったが、取り外し可能なカートリッジや2人用の取り外し可能なコントローラーなど、業界標準となる機能を導入した。オデッセイの卓球ゲームに触発され、アタリはポンというゲームを業務用と家庭用の両方で発売することになった。1977年には、かるたやトランプなど、様々な製品を製造していた日本の老舗企業である任天堂が、カラーテレビゲームシリーズで初めてテレビゲーム機市場に参入した。 

## 概観

### 歴史
1951年、ラルフ・ベアは、ニューヨークのブロンクス区にあるローラル社用にゼロからテレビセットを作っていた時、双方向テレビのアイデアを思いついた。ベアはこのアイデアを追求しなかったが、1966年8月、彼がサンダース・アソシエイツの機器設計部門のチーフエンジニア兼マネージャーを務めていたときに、このアイデアを思い出した。1966年12月までに、彼は技術者とともに、プレイヤーが画面上で線を移動することができるプロトタイプを作成した。同社の研究開発部長にデモンストレーションを行った後、一部の資金が割り当てられ、このプロジェクトは正式なものとなった。ベアはそれから数か月間、さらにプロトタイプを設計し、1967年2月には技術者のビル・ハリソンにプロジェクト構築の開始を命じた:30。ハリソンは他のプロジェクトの合間を縫って次の数か月を過ごし、プロトタイプに次々と修正を加えていった。一方、ベアはエンジニアのビル・ラッシュと共同で、システムのための多くのゲームの基礎の開発を含むゲーム機の設計をした。5月には最初のゲームが開発され、6月には複数のゲームが完成し、第2のプロトタイプ機が完成した。これには、プレイヤーがドットを操作してお互いに追いかけっこをするゲームや、プラスチック製のライフルを使ったライトガンシューティングゲームなどが含まれていた。1967年8月までに、ベアとハリソンは第3のプロトタイプ機を完成させたが、ベアはそのシステム用の楽しいゲームの設計に成功していないと感じていた。これを補うために、彼はゲーム機用の最初のゲームの考案を支援したビル・ラッシュをプロジェクトに加えた:45。彼はすぐに、以前の2つのドットではなく、3つのドットを一度に画面に表示する方法を考え出し、卓球ゲームの開発を提案し、チームに自分の価値を証明した。 

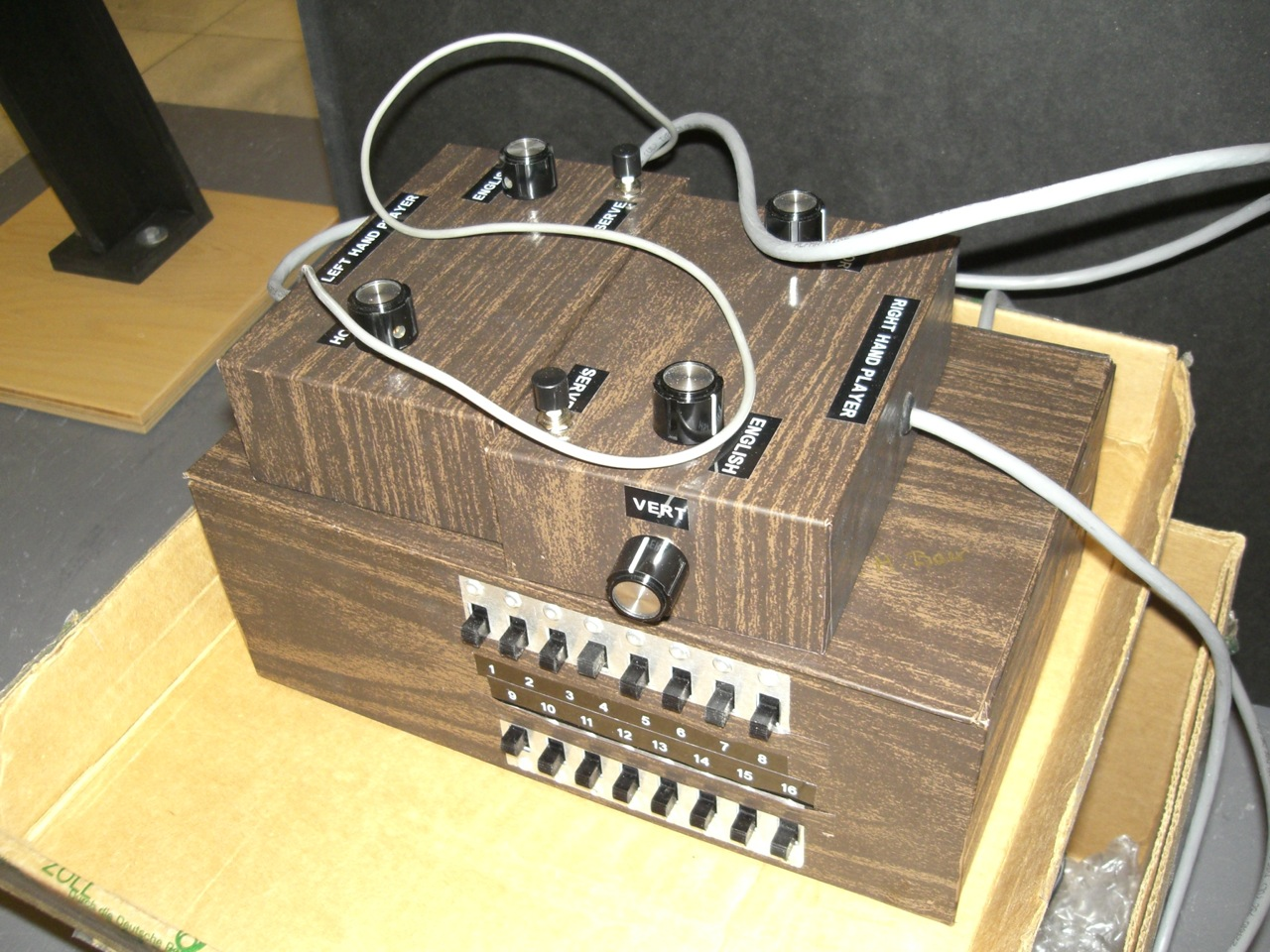
ブラウンボックスのプロトタイプは、初の市販家庭用ゲーム機マグナボックス社のオデッセイの前身である。

サンダースは軍の請負業者であり、商用電子機器の製造・販売を行っていなかったため、チームはケーブルテレビ業界の複数企業にこのゲーム機の製造を打診したが、買い手を見つけられなかった。1969年1月までに、チームは「ブラウンボックス」の愛称をつけた7番目で最終的な試作機を製造した:12。サンダースの弁理士がテレビメーカーへの交渉を勧めた後、最初にRCAが興味を持ち、ついにマグナボックスが興味を持って1969年7月に交渉に入り、1971年1月に契約を結んだ。マグナボックスは、機器の外観を設計し、ベアとハリソンの相談を受けて内部の一部を再設計した。カラー表示機能を削除し、コントローラの数を減らし、ゲーム選択システムをダイヤル式から、ゲーム機に接続するとゲーム機の回路を変更する個別のゲームカードに変更した。マグナボックスはこのゲーム機をオデッセイと名付け、発売日を1972年9月と発表した。 
1962年、マサチューセッツ工科大学の学生・職員グループがメインフレーム・ゲーム『スペースウォー!』を開発した。
1960年代半ばのある日、ノーラン・ブッシュネルは学生時代にユタ大学で『スペースウォー!』を目にし、遊園地で働いていた経験から、アーケードゲーム化したら大ヒットになると感じていた。
ゲームを実行するためのコンピュータの価格が高かったことから、このようなアーケードゲームは経済的に実現できなかったが、1970年に入ってからミニコンピュータの価格が下がり始め、彼は会社の同僚と一緒にゲームの試作品を作った。1970年11月末の時点において、2人は経済的に実現可能なコンピュータが十分な性能を持っていなかったため、このプロジェクトを断念した。ブッシュネルはすぐに、コンピュータを使わずに画面上のビデオ信号を操作する方法を考え、やがてコンピュータを完全に削除して、ゲームのためにすべてを処理する専用のハードウェアを作ることを思いついた。世界初の商用アーケードビデオゲーム『コンピュータースペース』は、ブッシュネルが設立したシジギ・ゲーム・カンパニーが開発し1971年末にナッチング・アソシエーツより発売された。翌年、ブッシュネルはアーケードゲームの開発・製造・販売を行う新会社としてアタリを設立し、さらに多くのゲームの設計を手がけるようになった。ブッシュネルは『オデッセイ』の卓球ゲームのデモを見て、最初の従業員であるアラン・アルコーンに業務用卓球ゲームの製作を指示した。その結果、『ポン』はアーケードビデオゲームの初の大成功を収め、1975年のアタリのホーム・ポンをはじめ、多くのアーケード版や専用ゲーム機版、複製品を生み出した。

### 技術
第一世代ゲーム機はマイクロプロセッサを搭載しておらず、ゲームの各要素を構成する個別の論理回路からなる専用のコードレスステートマシンコンピュータをベースにしていた。世代を経て技術は着実に進歩し、後の世代のゲーム機では、回路の大部分がアタリの専用ポンチップやジェネラル・インストゥルメントのAY-3-8500シリーズのような専用集積回路に移行した:119。 
グラフィック機能は世代を通して制限されており、物理的なアクセサリーやスクリーンオーバーレイで補助されることが多かったが、世代の終わりに向けいくつかの改善が見られるようになった。オデッセイは3つの正方形のドットを白黒表示しかできなかったが、世代が進むにつれて、ゲーム機はカラー表示だけでなく、より複雑な図形や文字も表示できるようになった:155。オデッセイやテレビテニスのような初期のゲーム機では、プレイヤーは手動でスコアを記録する必要があったが、その後、多くのゲーム機では、スコア記録の支援用にディスプレイ上にカウンターを導入した:252。オーディオ機能は、オーディオを持たないオデッセイから始まり、後にビープ音やブザーを小さな範囲で鳴らすゲーム機へと世代を超えて改善されるのが遅かった。 

### 市場の飽和と世代の終わり
1976年、ジェネラル・インストゥルメントは手頃な価格の集積チップのシリーズを製造し、これによって企業はゲーム機の製造を簡素化し、コストを下げることができた。このため、1970年代後半までに多くの企業が家庭用ゲーム機市場に参入した:147。かなりの数の家庭用ゲーム機が発売されたが、本質的にはアタリのホーム・ポンの複製で、その多くは粗悪な製品であり、市場への投入を急いだため、家庭用ゲーム機市場は飽和状態に陥ってしまった。このチップの需要は非常に高く、ジェネラル・インストゥルメントは受注したすべての注文に対応したチップを供給することができず、一部の中小企業に問題を引き起こした。コレコは早期に受注を獲得したことで、強力な生産能力を構築し、テルスターシリーズで成功を収めた。 
第2世代の開始と家庭用ゲーム機に関する技術の次の大きな進歩は、1976年にフェアチャイルド・チャンネルFのリリースで始まった:116。消費者が第一世代の専用機のように新しいコンテンツが欲しいときに新しいシステムを購入する代わりに、第二世代ゲーム機の新しいゲームを購入できたため、第一世代の技術はすぐに陳腐化した。各専用機のゲームライブラリが限られていたのに対し、Atari 2600には27本のゲームが入ったカートリッジのコンバットが発売された。人々が新しいシステムに移行するにつれて、一部の企業は余剰在庫を抱え、赤字で販売していた。市場飽和と第二世代の開始が重なり、多くの企業が市場から完全に撤退した:22。

## 据置型ゲーム機

第一世代の多くのゲーム機は、アーケード版のポン（上図）のコピーか、それを真似たものだった。

第一世代として知られる家庭用ゲーム機は何百台も存在していた。この節では、最も有名なものを挙げる。 

### オデッセイシリーズ
1972年、マグナボックスは世界初の家庭用ゲーム機オデッセイを発売した:55。このゲーム機には、カード、マネー、サイコロなどのボードゲーム用品が同梱されており、ゲームをより楽しめるようになっていた:50。取り外し可能なコントローラー、光線銃のアクセサリー、交換可能なカートリッジなど、後の世代で業界標準となる機能を備えていた:xvii。カートリッジには将来のゲーム機のようにゲームデータは保存されていないが、ハードウェアに内蔵されている12種類のゲームから1つを選択できるようになっていた。マグナボックスはコンピュータゲームの特許を他の企業に有償でライセンスし、ライセンス契約を結ばずにゲーム機を発売した企業を告訴した。 
任天堂が初めて家庭用ゲーム市場に参入したのはオデッセイだった。国際コンピュータゲーム研究紀要のマーティン・ピカードによると、「1971年、任天堂はアメリカで最初の家庭用ゲーム機を発売する前から、アメリカのパイオニアであるマグナボックスと提携し、1970年代の日本の玩具市場で任天堂が提供できたものと似ているので、オデッセイ用のライトガンの開発と製造を行っていた。」
1974年、フィリップスはマグナボックスを買収し、1975年から1977年まで北米で8つのオデッセイシリーズを発売した。これらはすべて専用ゲーム機であり、その後のリリースはそれぞれ前作よりも改良され、追加のゲームバリエーション、オンスクリーンディスプレイ、より小さなパドルサイズや変化可能なボールの速さなどのプレイヤー制御のハンディキャップなどの機能が追加されている:55。3つのオデッセイシリーズのゲーム機もまた、1976年から1978年にかけて同様の機能を備えたものがヨーロッパで発売された。 

### テレビテニス
北米でホーム・ポンが発売される数ヶ月前の1975年9月12日、エポック社は日本初の家庭用ゲーム機、テレビテニスを発売した。この技術はマグナボックス社からライセンスを受けたもので、ポンに似ているが画面上にスコア表示がない1つのボールとパドルのゲームを含んでいた。ゲームコントロールはベースユニットに内蔵されており、直接接続するのではなくUHFアンテナを介してテレビと接続するもので、当時のゲーム機としてはユニークなものであった。同世代の一般的なゲーム機と比較すると、約2万台の販売台数と不振に終わった。

### アタリ ホーム・ポン
1975年後半、アタリは人気アーケードゲーム、ポンの家庭用版を発売した。これはアタリ製品で初めてマイクロチップを使用したもので、アラン・アルコーンとハロルド・リーの指揮のもと、1974年から開発が進められていた。1975年末までに、アタリはホーム・ポンによって家庭用ゲーム機市場の大手企業となった。ポンの成功の後、マグナボックスはその技術特許を侵害しているとしてアタリを提訴したが、最終的にはアタリがマグナボックスのライセンシーとなることで和解した。 
家庭用コンピュータゲームは、ポンの家庭版のリリースで広く人気を獲得し、その成功により12以上のモデルで独自の権利で成功したコレコ・テルスター、および英国の会社Binatoneによるテレビマスターを含む何百もの複製品に刺激を与えた:33。

### コレコ テルスター シリーズ
1976年に参入したコレコは、1978年まで14台の専用ゲーム機を発売したが、港湾労働者のストライキにより休日に最終製品の出荷が間に合わなかったことと、第2世代の発売の開始により大きな損失を被った:121。このシリーズでは、ライトガンや筐体にくっついたハンドルをもつ独特の三角形デザインの「テルスターアーケード」など、ゲーム性を高めるためのボールゲームや外付けアクセサリーなど、さまざまなスタイルをもつ特徴があった:272。同シリーズは競合よりも低価格で販売され、100万台以上の売り上げを記録した。 

### カラーテレビゲームシリーズ
1970年代後半、任天堂は日本市場向けに5つのゲーム機シリーズを発売した。シリーズの第一弾であり、任天堂が作った最初のゲーム機である。カラーTVゲーム6は、1977年に発売され、6つのボール・パドルゲームが収録されていた。任天堂の最初のアーケードゲームである『コンピュータオセロ』の移植版は1980年に発売され、最後のコンピュータテレビゲームとなった。シリーズの3番目のゲーム機であるカラーテレビゲームレーシング112は、有名なビデオゲームフランチャイズの制作者となる宮本茂の最初のプロジェクトであった。 

### 比較
| 名前           | オデッセイ                           | オデッセイシリーズ (11モデル)                | テレビテニス                          |
| -------------- | ------------------------------------ | -------------------------------------------- | ------------------------------------- |
| メーカー       | マグナボックス                       | マグナボックス、フィリップス                 | エポック社                            |
| 画像           |                                      |                                              |                                       |
| 発売時の価格   | 100ドル (2020年時点の619ドルと同等)  | 100–230ドル (2020年時点の481–1106ドルと同等) | 19,500円 (2020年時点の36,723円と同等) |
| 発売日         | - 1974年 - 1972年8月 - 1973年–1974年 | - 1975年–1977年                              | - 1975年9月12日                       |
| メディア       | プリント基板                         | 集積回路                                     | 集積回路                              |
| 公式の周辺機器 | ライトガン                           | なし                                         | UHFアンテナ経由でテレビと無線接続     |
| 販売台数       | 350,000台:58                         | 不明                                         | 20,000台                              |

| 名前           | ホーム・ポン                                                                | テルスター シリーズ (14モデル)                             | カラーテレビシリーズ (5モデル)                       |
| -------------- | --------------------------------------------------------------------------- | ---------------------------------------------------------- | ---------------------------------------------------- |
| メーカー       | アタリ、シアーズ、テレゲームス                                              | コレコ                                                     | 任天堂                                               |
| 画像           |                                                                             |                                                            |                                                      |
| 発売時の価格   | 98.95ドル (2020年時点の476ドルと同等) 24,800円 (2020年時点の46,704円と同等) | 50ドル (2020年時点の227ドルと同等)                         | 9,800–48,000円 (2020年時点の15,605円–65,574円と同等) |
| 発売日         | - 1975年                                                                    | - 1976年-1978年                                            | - 1977年-1980年                                      |
| メディア       | 集積回路                                                                    | 集積回路 (ほとんど) カートリッジ (Telstar Arcade, 1977):15 | 集積回路                                             |
| 公式の周辺機器 | なし                                                                        | コントローラースタイル                                     | なし                                                 |
| 販売台数       | 150,000台:33–36                                                             | 1,000,000台                                                | 1,500,000台                                          |

## 携帯ゲーム機
第一世代の後半から、ソフトを内蔵した携帯ゲーム機が登場し始めた。プレイヤーがシステム用のゲームを個別に購入できるようになったのは、第二世代とMicrovisionの発売からであった:46。初期の携帯専用ゲーム機は、最終的にはプログラム可能なコンピュータゲームに人気を奪われ、ゲームボーイの導入により第四世代ゲーム機で人気を博した:316。 
特筆すべき例としては、1977年から1982年にかけて発売されたマテルの携帯ゲームシリーズが挙げられる。最初に発売されたのはMattel Auto Raceとマテルフットボールだった。その後、スポーツを題材にした他のタイトルや、『宇宙空母ギャラクティカ』などのライセンスを受けた作品が発売された。各ゲームは基本的なコントロール、シンプルなLEDインターフェース、サウンド用のブザーを備えていた:70。このシリーズは人気があり、よく売れ、時には需要が高く入手が困難なこともあった。 
1978年、ミルトン・ブラッドリー・カンパニーは、ラルフ・ベアとハワード・モリソンが設計した電子記憶ゲーム「サイモン」を発売した。このゲームはすぐにミルトン・ブラッドリー社のベストセラー玩具の一つとなり、クリスマスシーズンには最も人気のある玩具の一つとなった。4つの明るい色のボタンで構成されており、プレイヤーは、表示された順番に基づいて、正しく押さなければならなかった。サイモンの複製品は数多く作られ、オリジナルほど成功したものはないが、現在も生産されている。 
同年、コレコは家庭用ゲーム機のテルスターシリーズの終了後、携帯ゲーム機の発売を開始した:121。彼らは、人気のアメリカンフットボールスタイルのゲームに新機能を追加して拡張した「エレクトロニック・クォーターバック」を発売した。『マテルフットボール』と並んで、当時の人気スポーツゲームの1つになった。

## 参照
1. ↑  Fulton (2007年11月6日). “The History of Atari: 1971–1977”. Gamasutra. 2018年9月12日時点のオリジナルよりアーカイブ。2020年4月22日閲覧。
2. ↑  Hile, Kevin (2009-10-26) (英語). Video Games. Greenhaven Publishing LLC. ISBN 9781420503067.  オリジナルのFebruary 27, 2019時点におけるアーカイブ。
3. 1 2  Wolf, Mark J. P. (2012-06-15) (英語). Before the Crash: Early Video Game History. Wayne State University Press. ISBN 9780814337226.  オリジナルのFebruary 27, 2019時点におけるアーカイブ。
4. ↑  Wall, David; Griffith, Arthur (1999) (英語). Graphics Programming with JFC. Wiley. ISBN 9780471283072.  オリジナルのFebruary 27, 2019時点におけるアーカイブ。
5. ↑  Fleming, Dan (1996). Powerplay. Manchester University Press ND. p. 180. ISBN 978-0-7190-4717-6.  オリジナルのMay 11, 2019時点におけるアーカイブ。
6. ↑  Griffiths, Devin C. (2013). Virtual Ascendance: Video Games and the Remaking of Reality. Lanham, Maryland: Rowman and Littlefield Publishers. pp. 14–15. ISBN 9781442216952
7. 1 2  Baer, Ralph H. (2005-04-26) (英語). Videogames: in the beginning. Rolenta Press. ISBN 9780964384811
8. 1 2 3 4 5  Donovan, Tristan (2010-04-20). Replay: The History of Video Games. Yellow Ant. pp. 10–26. ISBN 978-0-9565072-0-4
9. 1 2 3  Dillon, Roberto (2016-04-19) (英語). The Golden Age of Video Games: The Birth of a Multibillion Dollar Industry. CRC Press. ISBN 9781439873243.  オリジナルのMarch 2, 2019時点におけるアーカイブ。
10. ↑  DeMaria, Rusel; Wilson, Johnny L. (December 2003). High Score!: The Illustrated History of Electronic Games (2nd ed.). McGraw Hill/Osborne. p. 18. ISBN 978-0-07-223172-4
11. ↑  “The Great Videogame Swindle?”. Next Generation (Imagine Media) (23):  67–68. (November 1996). ISSN 1078-9693.
12. ↑  Moschovitis, Christos J. P.; Poole (Christos), Hilary and Moshovitis (2005) (英語). The Internet: A Historical Encyclopedia. Chronology. Volume 3. ABC-CLIO. pp. 27. ISBN 9781851096596.  オリジナルのMarch 6, 2019時点におけるアーカイブ。
13. ↑  Edwards (2011年12月11日). “Computer Space and the Dawn of the Arcade Video Game”. Technologizer. 2016年3月22日時点のオリジナルよりアーカイブ。2020年4月22日閲覧。
14. ↑  Goldberg, Marty; Vendel, Curt (2012-11-25). Atari Inc.: Business Is Fun. Syzygy Press. pp. 20–31. ISBN 978-0-9855974-0-5
15. 1 2 3  Loguidice, Bill; Barton, Matt (2014-02-24) (英語). Vintage Game Consoles: An Inside Look at Apple, Atari, Commodore, Nintendo, and the Greatest Gaming Platforms of All Time. CRC Press. ISBN 9781135006501
16. ↑  Docter, Quentin (2018-08-17) (英語). CompTIA IT Fundamentals (ITF+) Study Guide: Exam FC0-U61. John Wiley & Sons. ISBN 9781119513056
17. ↑  Kohler, Chris (2016-10-21) (英語). Power-Up: How Japanese Video Games Gave the World an Extra Life. Courier Dover Publications. pp. 28. ISBN 9780486801490
18. 1 2 3 4  Weiss, Brett (2011-12-20) (英語). Classic Home Video Games, 1972–1984: A Complete Reference Guide. McFarland. ISBN 9780786487554.  オリジナルの2019-01-22時点におけるアーカイブ。
19. ↑  Williams, Duncan; Lee, Newton (2018-02-09) (英語). Emotion in Video Game Soundtracking. Springer. pp. 144. ISBN 9783319722726
20. ↑  Moormann, Peter (2012-08-11) (英語). Music and Game: Perspectives on a Popular Alliance. Springer Science & Business Media. pp. 12. ISBN 9783531189130
21. ↑  Marks, Aaron (2012-10-12) (英語). The Complete Guide to Game Audio: For Composers, Musicians, Sound Designers, Game Developers. Taylor & Francis. pp. 3. ISBN 9781136059254
22. 1 2  Wolf, Mark J. P. (2012) (英語). Encyclopedia of Video Games: A-L. ABC-CLIO. ISBN 9780313379369
23. ↑  Pitre, Boisy G.; Loguidice, Bill (2013-12-10) (英語). CoCo: The Colorful History of Tandy's Underdog Computer. CRC Press. pp. 11. ISBN 9781466592483
24. ↑   The Blue Book of Canadian Business 1980. Canadian Newspaper Services International. (1980). pp. 182. ISBN 0-9690116-7-9
25. ↑  McAlpine, Kenneth B. (2018-11-15) (英語). Bits and Pieces: A History of Chiptunes. Oxford University Press. pp. 14. ISBN 9780190496098
26. 1 2  Wardyga, Brian J. (August 3, 2018). The Video Games Textbook: History • Business • Technology. CRC Press. ISBN 9780815390916
27. ↑  Salsberg, Arthur (September 1977). “TV Electronic Games Grow Up”. Popular Electronics 12 (3):  4 2020年4月21日閲覧。.
28. ↑  Kowert, Rachel; Quandt, Thorsten (2015-08-27) (英語). The Video Game Debate: Unravelling the Physical, Social, and Psychological Effects of Video Games. Routledge. pp. 5. ISBN 9781317567172
29. 1 2 3  Barton, Matt (2019-05-08) (英語). Vintage Games 2.0: An Insider Look at the Most Influential Games of All Time. CRC Press. pp. 18. ISBN 9781000000924
30. 1 2  Wolf, Mark J. P. (2008) (英語). The Video Game Explosion: A History from PONG to Playstation and Beyond. ABC-CLIO. ISBN 9780313338687.  オリジナルのMarch 2, 2019時点におけるアーカイブ。
31. ↑  Evans, David S.; Hagiu, Andrei; Schmalensee, Richard (2008-02-15) (英語). Invisible Engines: How Software Platforms Drive Innovation and Transform Industries. MIT Press. pp. 119. ISBN 9780262262644
32. 1 2  “Magnavox Sues Firms Making Video Games, Charges Infringement”. The Wall Street Journal:  pp. 15. (1974年4月17日)
33. 1 2 3 4  Picard (2015年6月24日). “The Foundation of Geemu: A Brief History of Early Japanese video games”.   International Journal of Computer Game Research. 2015年6月24日時点のオリジナルよりアーカイブ。2020年4月22日閲覧。
34. ↑  Morgan, Cindy (1976年10月). “Popular Mechanics” (英語). 146. Hearst Magazines. pp. 80. ISSN 0032-4558
35. ↑  “Philips Odyssey 2100” (英語). Vox Odyssey. 2020年4月22日閲覧。
36. ↑  “Philips Odyssey 2001” (英語). Vox Odyssey. 2020年4月22日閲覧。
37. 1 2 3  藤田直樹「「ファミコン」登場前の日本ビデオ・ゲーム産業:現代ビデオ・ゲーム産業の形成過程(2)」『経済論叢』第163巻第3号、京都大學經濟學會、1999年3月、311-328頁、doi:10.14989/45271、hdl:2433/45271、ISSN 0013-0273、NAID 120000898882。
38. ↑  Kent, Steven (2001). “Could You Repeat That Two More Times?”. Ultimate History of Video Games. Three Rivers Press. pp. 80–83. ISBN 0-7615-3643-4
39. ↑  Barton (2009年1月9日). “The History Of Pong: Avoid Missing Game to Start Industry”. Gamasutra. 2019年1月19日時点のオリジナルよりアーカイブ。2020年4月22日閲覧。
40. 1 2  Ellis, David (2004). “Dedicated Consoles”. Official Price Guide to Classic Video Games. Random House. ISBN 0-375-72038-3
41. 1 2  Loguidice, Bill; Barton, Matt (2014-02-24) (英語). Vintage Game Consoles: An Inside Look at Apple, Atari, Commodore, Nintendo, and the Greatest Gaming Platforms of All Time. CRC Press. ISBN 9781135006501
42. ↑  Loguidice, Bill; Barton, Matt (2014-02-24) (英語). Vintage Game Consoles: An Inside Look at Apple, Atari, Commodore, Nintendo, and the Greatest Gaming Platforms of All Time. CRC Press. ISBN 9781135006501
43. ↑  Wardyga, Brian J. (2018-08-06) (英語). The Video Games Textbook: History • Business • Technology. CRC Press. pp. 60–61. ISBN 9781351172349
44. ↑  “Coleco's New Video Challenge” (英語). The New York Times:  p. 1, sec. D. (1982年11月11日). ISSN 0362-4331.  オリジナルの2017年2月3日時点におけるアーカイブ。 2020年4月21日閲覧。
45. 1 2  Herman, Leonard (1997). Phoenix: the fall & rise of videogames (2nd ed.). Union, NJ: Rolenta Press. p. 20. ISBN 0-9643848-2-5.  オリジナルの2013-12-31時点におけるアーカイブ。. "Like Pong, Telstar could only play video tennis but it retailed at an inexpensive $50 that made it attractive to most families that were on a budget. Coleco managed to sell over a million units that year."
46. ↑  Firestone, Mary (2011-01-01) (英語). Nintendo: The Company and Its Founders. ABDO Publishing Company. p. 38. ISBN 9781617840951. "color tv-game."
47. ↑  山崎功 (2014-04-23). 任天堂コンプリートガイド 玩具編. 主婦の友社. p. 152. ISBN 9784072929711
48. 1 2  山崎功『任天堂コンプリートガイド 玩具編』主婦の友社、2014年12月5日、93頁。ISBN 9784072947579。
49. ↑  “Famous Names in Gaming”. CBS.  オリジナルの2013年5月11日時点におけるアーカイブ。
50. ↑  Fawcett, Ian; Howells, Jacqui; Hughes, Dan; Knight, Andy; Walker, Chris; Tilley, Jennifer (2019-04-01) (英語). WJEC GCSE Design and Technology. Hodder Education. p. 79. ISBN 9781510450981
51. ↑  Lipson, Ashley S.; Brain, Robert D. (2009) (英語). Computer and Video Game Law: Cases, Statutes, Forms, Problems & Materials. Carolina Academic Press. pp. 25. ISBN 9781594604881.  オリジナルのMarch 16, 2012時点におけるアーカイブ。
52. 1 2  Kaplan, Deeny, ed (Winter 1978). “The Video Games”. Video (Buyer's Guide) (Reese Communications) 1 (1):  34. ISSN 0147-8907.
53. 1 2  Kaplan, Deeny, ed (Winter 1979). “Video Games”. Video (Buyer's Guide) (Reese Communications) 2 (1):  42. ISSN 0147-8907.
54. ↑  Wolf, Mark J. P.; Perron, Bernard (2013-10-08) (英語). The Video Game Theory Reader. Routledge. ISBN 9781135205195
55. ↑   (英語) Vision; the European Business Magazine. (1977). pp. 65
56. 1 2  Nowak, Peter (2011-12-20) (英語). Sex, Bombs, and Burgers: How War, Pornography, and Fast Food Have Shaped Modern Technology. Rowman & Littlefield. pp. 132. ISBN 9780762776108 2020年4月19日閲覧。
57. 1 2  M.B. Mook『Perfect Guide of Nostalgic Family Computer』Magazine Box、Tokyo、2016年、99–100頁。ISBN 9784906735891。
58. ↑  Wolf, Mark J. P. (2012) (英語). Encyclopedia of Video Games: The Culture, Technology, and Art of Gaming. ABC-CLIO. pp. 201. ISBN 9780313379369
59. ↑  Voorhees, Gerald A.; Call, Joshua; Whitlock, Katie (2012-11-02). “BattleZone and the Origins of First-Person Shooting Games” (英語). Guns, Grenades, and Grunts: First-Person Shooter Games. Bloomsbury Publishing USA. ISBN 9781441191441
60. ↑  Wolf, Mark J. P. (May 2015) (英語). Video Games Around the World. MIT Press. pp. 322. ISBN 9780262527163
61. ↑   Wish Book for the 1975 Christmas Season. Sears. (1975-01-01). pp. 412.  オリジナルの2019-04-28時点におけるアーカイブ。
62. ↑  赤木真澄 (1977-08-01). “話題の任天堂製品”. ゲームマシン 77:  2.
63. ↑  DeMaria, Rusel; Wilson, Johnny L. (2003). High Score!: The Illustrated History of Electronic Games (2 ed.). McGraw-Hill. pp. 363, 378. ISBN 978-0-07-223172-4
64. ↑  Edwards, Benj (2017年1月26日). “The Lost World of Early Nintendo Consoles” (英語). PCMag UK. 2019年5月3日時点のオリジナルよりアーカイブ。2020年4月21日閲覧。
65. ↑  Kent, Steven (2001). “Strange Bedfellows”. Ultimate History of Video Games. Three Rivers Press. pp. 94–95. ISBN 0-7615-3643-4
66. ↑  Gorges, Florent; Yamazaki, Isao (2012-11-20) (英語). The History of Nintendo: 1889-1980, from playing cards to Game & Watch. Pix'N Love. pp. 216-222. ISBN 9782918272151
67. ↑  Amos, Evan (2018-11-06) (英語). The Game Console: A Photographic History from Atari to Xbox. No Starch Press. ISBN 9781593277727
68. 1 2  Edwards (2016年10月23日). “Simon Turns 30: The History of the Toy and Gaming's First Grudge”. 1Up. 2016年10月23日時点のオリジナルよりアーカイブ。2020年4月22日閲覧。
69. ↑  Armstrong, Douglas D. (1978年5月29日). “Football Calculator Scoring Well”. The Milwaukee Journal:  p. 1.  オリジナルの2016年5月22日時点におけるアーカイブ。
70. ↑  Kent, Steven L. (2000) (英語). The First Quarter: A 25-Year History of Video Games. BWD Press. pp. 166. ISBN 978-0-9704755-0-3
71. ↑  Nelson, Murry R. (2013-05-23) (英語). American Sports: A History of Icons, Idols, and Ideas [4 volumes: A History of Icons, Idols, and Ideas]. ABC-CLIO. pp. 1416. ISBN 978-0-313-39753-0